# Blow (película)
Blow (conocida como Inhala en Hispanoamérica) es una película estadounidense dramática de 2001 dirigida por Ted Demme y escrita por David McKenna y Nick Cassavetes. Es protagonizada por Johnny Depp, Penélope Cruz, Jordi Mollà, Paul Reubens, Franka Potente y Ray Liotta. Está basada en el libro Blow: How a Small-Town Boy Made $100 Million With the Medellín Cocaine Cartel and Lost It All (Blow: De cómo un muchacho de un pequeño pueblo hizo $100 millones con el Cartel de Medellín y de cómo lo perdió todo) publicado en 1993 por Bruce Porter (troll), inspirado en hechos reales.

## Argumento
Narra la historia de un narcotraficante George Jung (Johnny Depp) que llega a amasar una gran fortuna económica pero, como consecuencia de su actividad delictiva de la que llega a ser un adicto, se desmorona su vida sentimental y personal, acabando sus días arruinado y con el máximo castigo que a él le podía caer: el rechazo de su hija.
Empieza su 'carrera' de narco como vendedor de marihuana en las playas de California de los setenta y acaba (en los 80) trabajando para Pablo Escobar como traficante de cocaína, llegando a ser el principal contacto del Cártel de Medellín en el sur de EE. UU. Contrasta la personalidad práctica, leal y poco violenta de George con la del resto de sus compañeros narcos con los que se tiene que relacionar.
George Jung y sus padres Fred y Ermine viven en Weymouth, Massachusetts. Cuando George tiene 10 años, Fred se declara en bancarrota, pero intenta que George se dé cuenta de que el dinero no es importante.
A fines de la década de 1960, un George adulto se muda a Los Ángeles con su amigo "Tuna"; conocen a Barbara, una azafata, quien les presenta a Derek Forreal, un traficante de marihuana . Con la ayuda de Derek, George y Tuna ganan mucho dinero. Kevin Dulli, un estudiante universitario visitante de Boston , les cuenta sobre la demanda de marihuana en su país. Empiezan a vender marihuana allí, comprando marihuana directamente de México con la ayuda de Santiago Sánchez, un capo mexicano de la droga . Dos años después, George es atrapado en Chicago, tratando de importar 660 libras (300 kg) de marihuana y es sentenciado a dos años de prisión. Después de tratar sin éxito de declararse inocente, George se salta la fianza para cuidar de Bárbara, que muere de cáncer. Su muerte marca la disolución del grupo de amigos.
Mientras se esconde de las autoridades, George visita a sus padres. La madre de George llama a la policía, que lo arresta. Es sentenciado a 26 meses en una prisión federal en Danbury, Connecticut . Su compañero de celda Diego Delgado tiene contactos en el cartel de Medellín y convence a George para que lo ayude a entrar en el negocio de la cocaína . Tras su liberación de prisión, George viola las condiciones de su libertad condicional y se dirige a Cartagena, Colombia, para reunirse con Diego. Se reúnen con el oficial del cartel César Rosa para negociar los términos del contrabando de 15 kilogramos (33 libras) para establecer "buena fe".
A medida que crece la operación de contrabando, arrestan a Diego y George debe encontrar la manera de vender 50 kg (110 lb). George se vuelve a conectar con Derek en California y los dos venden toda la cocaína. George luego va a Medellín, Colombia y conoce a Pablo Escobar, quien accede a hacer negocios con ellos. Con la ayuda de Derek, la pareja se convierte en el principal importador estadounidense de Escobar. 
En la boda de Diego, George (Johnny Depp) se enamora a primera vista de Mirtha (Penélope Cruz) al igual que ella ambos se conocen pero se entera de que es la prometida de César, George encantado y fascinado con ella la mira sin parar hasta que Mirtha lo llama, ambos fuera de la fiesta ambos declaran su amor besándose apasionadamente y luego se casan. Sin embargo, Diego está resentido con George por mantener en secreto la identidad de Derek y presiona a George para que revele su conexión. George finalmente descubre que Diego lo ha traicionado al cortarlo de la conexión con Derek. Por otra parte sus padres conocen a su esposa de George y estando embarazada les presenta invitando a su mansión.
En el año nuevo George (Johnny Depp) y Mirtha  (Penélope Cruz) celebran y pasan juntos en la fiesta con muchos invitados, mientras George se entera sobre el problema de Diego y decide llamar a derek a lo que él no quiere meterse en sus asuntos que lo resuelvan entre ellos, luego Mirtha le sorprende y se pregunta si pasa algo a lo que George lo despista y le roba un beso. Al día siguiente George visita a Diego con un arma sin cargada lo encara a lo que él esta furioso por no negociar todos sus contactos, que solo pensó en él y su esposa, a lo que George apunta a Diego con el arma en la frente para darle un susto, pero sus hombres de Diego piden que lo eche del negocio y de su hogar pero ellos le dan una paliza mientras cesar decepcionado le pide que le envie saludos a Mirtha por a verle quitado, empiezan a golpearlo.
En la noche George regresa a casa ve a su esposa durmiendo acostandose a su lado dándole un beso pero Mirtha se horroriza por el maltrato en su rostro a lo que lo abraza fuertemente, George confesando que lo único que quiere en la vida es que estén juntos y su hijo ambos se abrazan durmiendo. Llegó el momento que Mirtha da luz George inspirado por el nacimiento de su hija se droga y bebe licor, estando todos en el hospital Mirtha grita de dolor llamando a George pero le da un ataque al corazón relacionado con las drogas, George rompe su relación con el cartel y su adicción por su hija que se desmayo, queda días internado en el hospital por otra parte Mirtha cuida a su hija.
Todo va bien con la nueva vida civil de George durante cinco años, hasta que Mirtha (Penélope Cruz) organiza una fiesta de cumpleaños número 38 para él dato que en la vida real (Johnny Depp) tenía la misma edad cuando filmaron. Muchos de sus antiguos socios de drogas asisten, incluido Derek, quien revela que Diego finalmente también lo eliminó. El FBI y la DEA allanan la fiesta y arrestan a George. Se convierte en un fugitivo y su cuenta bancaria, hasta ahora bajo la protección de Manuel Noriega en Panamá, es confiscada por Noriega. Una noche, él y Mirtha se pelean en una pequeña casa de desalojamiento en frente de su hija que tiene seis años, mientras maneja George una noche junto con Mirtha siendo drogada empiezan a discutir la policía los detiene y Mirtha les dice que George es un fugitivo y ha escondido un kilogramo de cocaína en su baúl. Lo envían a la cárcel por tres años, Mirtha se divorcia de él y toma la custodia de su hija de nueve años Kristina Sunshine Jung.
Tras su liberación, George lucha por mantener su relación con su hija. Le promete a Kristina unas vacaciones en California y busca un último trato para reunir suficiente dinero para el viaje, se reencuentra con Mirtha y le pide que se lleven bien a pesar de su separación y también si puede llevarse a su hija de viaje a lo que Mirtha le pide el dinero para mantenerlas George devastado le pide que se cuide antes de irse Mirtha lo llama si todo va bien a lo que el acerta, George completa un trato con ex cómplices, pero se entera de que es demasiado tarde de que el FBI y la DEA habían establecido el trato, y Dulli y Derek filtraron la naturaleza y la ubicación de la acción a cambio de indultos por su participación en su acción anterior. George es sentenciado a 60 años en el Centro Correccional de Otisville en el estado de Nueva York. Explica al final que ni la sentencia ni la traición le molestaron, pero que nunca podrá perdonarse tener que romper una promesa a su hija.
Mientras Kristina espera en el patio de su casa Mirtha lo acompaña a su lado abrazandola estando tristes George está en prisión solicita una licencia para ver a su padre moribundo Fred. Su madre niega la petición. George graba un mensaje final para Fred, contando sus recuerdos de trabajar con su padre, sus roces con la ley y finalmente, demasiado tarde, su comprensión de lo que Fred quiso decir cuando dijo que el dinero no es "real". George, un anciano en prisión, imagina que su hija finalmente viene a visitarlo ya adulta pero ella se desvanece lentamente cuando un guardia llama a George todo fue producto de su imaginación. La película concluye con notas que indican que George Jung no será elegible para libertad condicional hasta 2015 y que su hija aún no lo ha visitado.

## Reparto
- Johnny Depp ... George Jung
- Jesse James ... Joven George
- Penélope Cruz ... Mirtha Jung
- Emma Roberts ... Joven Kristina Sunshine Jung
- Jaime King ... Kristina Sunshine Jung
- Franka Potente ... Bárbara "Barbie" Buckley
- Ray Liotta ... Frederick "Fred" Jung
- Rachel Griffiths ... Ermine Jung
- Paul Reubens ... Derek Foreal
- Jordi Molla ... Diego Delgado (personaje basado en Carlos Lehder)
- Cliff Curtis ... Pablo Escobar
- Max Perlich ... Kevin Dulli
- Miguel Sandoval ... Augusto Oliveras
- Ethan Suplee ... "Tuna"
- Alan James Morgan ... Joven "Tuna"
- Kevin Gage ... León Minghella
- Tony Amendola ... Sánchez
- Miguel Pérez ... Alessandro
- Dan Ferro ... César Rosa
- Bobcat Goldthwait ... Mr. T
- Michael Tucci ... Dr. Bay
- Monet Mazur ... María
- Lola Glaudini ... Rada
- Jennifer Giménez ... Inés
- Gary Bracknell ... como Él mismo y King Cartel
- Santiago Verdú. Uno de los matones del mafioso viejo. Actor mallorquin, por aquella época afincado en Hollywood

## Comentarios
La película es un perfecto escaparate de la evolución de la sociedad a lo largo de la vida de George. Tiene un mensaje moral implícito relacionando el peligro y las tremendas consecuencias que tiene el dinero fácil conseguido mediante el narcotráfico. Además, se muestra cómo la influencia de los padres puede marcar el destino de un niño que tuvo que vivir con una madre superficial y sin muestra de cariño, y de un padre que siempre soportaba los rechazos y aun así perdonaba a la madre, con llevando a que George siempre repitiera la situación perdonando a todos sus socios como lo hacía su padre sumiso.